# Колико
Колико (итал. Colico) је насеље у Италији у округу Леко, региону Ломбардија.
Према процени из 2011. у насељу је живело 7204 становника. Насеље се налази на надморској висини од 266 м.

## Становништво
| 1931. | 1936. | 1951. | 1961. | 1971. | 1981. | 1991. | 2001. | 2011. |
| ----- | ----- | ----- | ----- | ----- | ----- | ----- | ----- | ----- |
| 4.150 | 4.154 | 4.458 | 4.599 | 5.093 | 5.470 | 5.934 | 6.257 | 7.473 |

## Партнерски градови
- Волфег